# Microsoft Office 95
Microsoft Office 95, ook bekend als Microsoft Office voor Windows 95, was een versie van Microsoft Office die specifiek ontworpen was voor Windows 95. Het is de opvolger van Office 4.3 en het is de voorganger van Microsoft Office 97. Microsoft Office 95 werd uitgebracht op 24 augustus 1995.

## Functies
Microsoft Office 95 bevatte zes applicaties: Microsoft Word, Microsoft Excel, Microsoft PowerPoint, Microsoft Access, Microsoft Schedule+ en Microsoft Binder. De cd-romversie bevatte ook Microsoft Bookshelf.
Dit pakket werd specifiek ontwikkeld voor Windows 95. Eerder had Microsoft Office 4.2 voor Windows NT uitgebracht voor verschillende architecturen. Office 4.2 bevatte:
- Word 6.0 (32-bit) voor Windows NT
- Excel 5.0 (32-bit) voor Windows NT
- PowerPoint 4.0 (16-bit)
- Microsoft Office Manager 4.2

Office 4.3 bevatte daarnaast ook nog Access 2.0 (enkel in de Pro-versie).
Office voor Windows 95 draagt versienummer 7.0 om met het versienummer van Word overeen te komen. De andere dragen ook hetzelfde versienummer, hoewel de voorgangers niet versie 6.0 waren (zie hierboven). Binder was een nieuwe applicatie in Office 95. Microsoft Outlook maakte geen deel uit van Office: het programma werd gebundeld met Microsoft Exchange Server 5.5.
Microsoft Excel bevatte een Easter egg: een verborgen game genaamd "Hall of Tortured Souls", gelijkaardig aan het spel Doom.

### Compatibele programma's
Hoewel deze programma's geen deel uitmaakten van Office 95, waren deze hier wel compatibel mee:
- Microsoft Project voor Windows 95 (versie 4.1a)
- Microsoft Publisher voor Windows 95 (versie 3.0)
- Microsoft FrontPage 1.1
- Office Small Business Pack voor Office 95
- Small Business Financial Manager voor Excel[1]

Andere Microsoftproducten ten tijde van Office 95 waren:
- Microsoft Works 4.0
- Microsoft Money 4.0

## Edities
Office 95 was beschikbaar in twee versies. Ze bevatten de volgende applicaties:
| Applicatie | Standard Edition | Professional Edition      |
| ---------- | ---------------- | ------------------------- |
| Word       | Ja               | Ja                        |
| Excel      | Ja               | Ja                        |
| PowerPoint | Ja               | Ja                        |
| Schedule+  | Ja               | Ja                        |
| Binder     | Ja               | Ja                        |
| Access     | Nee              | Nee                       |
| Bookshelf  | Nee              | Alleen in de cd-romversie |

## Updates
Er werden geen downloadbare service packs of service releases voor Office voor Windows 95 uitgebracht. Er werden echter twee updates gemaakt (7.0a en 7.0b) die werden uitgebracht om fouten te herstellen in de applicatie. De updates konden worden besteld via Microsoft Support. Een downloadbare update werd uitgebracht in 1999 om de millenniumbug op te lossen. Alle ondersteuning voor Microsoft Office 95 werd beëindigd op 31 december 2001, dezelfde dag als het einde van de ondersteuning voor Windows 95.

## Systeemvereisten
Microsoft Office 95 vereist een 386DX of snellere processor. Office 95 was compatibel met Windows 95, Windows NT 4.0 en Windows NT 3.51. Het had 8MB RAM-geheugen nodig. Compacte installaties hadden 28MB hardeschijfruimte nodig, typische installaties hadden 55 MB nodig en een volledige installatie had 88MB nodig.